# 史丹利·梅耶
史丹利·梅耶（Stanley Myers,1930年10月6日—1993年11月9日），英国电影音乐师，为超过60部电影编写过配乐。.  He also wrote the guitar piece "Cavatina".他同时也是著名吉他曲《抒情曲》（Cavatina）的作者。

## 生平
梅耶生于英国伯明翰，年少时在埃得巴斯顿的爱德华国王学校接受教育。
为皮特·沃克的邪典电影配乐让梅耶名声鹊起，这些作品包括《鞭绳之屋》、《惊梦》和《告解室》。
他的巅峰之作《抒情曲》写于1970年，之后成为1978年迈克尔·西米诺所执导电影《猎鹿人》的主题音乐。凭借此曲，他获得艾佛·诺维洛奖。
进入1980年代，他更多地与导演斯蒂芬·弗里尔斯合作。因电影《留心那些话儿》（1987年）的配乐，梅耶荣获戛纳电影节的最佳艺术贡献奖。